# Galút járás
Galút járás (mongol nyelven: Галуут сум) Mongólia Bajanhongor tartományának egyik járása. Területe 5047 km². Népessége kb. 5300 fő.
Székhelye Bajanhosú (Баянхошуу), mely 86 km-re északnyugatra fekszik Bajanhongor tartományi székhelytől.